# 楊技
楊技（?—?），字昭文，唐朝官员，出自弘农杨氏越公房，是杨素叔祖杨宽的九世孙。
杨技的祖父杨於陵，官至左僕射、封弘農郡公。父亲楊嗣復，是唐文宗、唐武宗的宰相。楊技进士擢第。唐宣宗大中年间之后，杨氏诸子登进士第有十人：楊嗣复子楊授、楊技、楊拭、楊撝；楊绍复子楊擢、楊拯、楊据、楊揆；楊师复子楊拙、楊振。杨技官至中书舍人。